# Melosirophycidae
Melosirophycidae, podrazred alga kremenjašica, dio razreda Coscinodiscophyceae. Sastoji se od dva taksonomski priznata reda sa 159 vrsta

## Redovi
1. Arcanodiscales E.Morales & Maidana in Maidana & al., 2017
2. Melosirales R.M.Crawford in F.E. Round, R.M. Crawford & D.G. Mann, 1990

## Drugi projekti
|  | Zajednički poslužitelj ima još gradiva o temi Melosirophycidae |
|  | Wikivrste imaju podatke o taksonu Melosirophycidae             |